# Đồng Hới

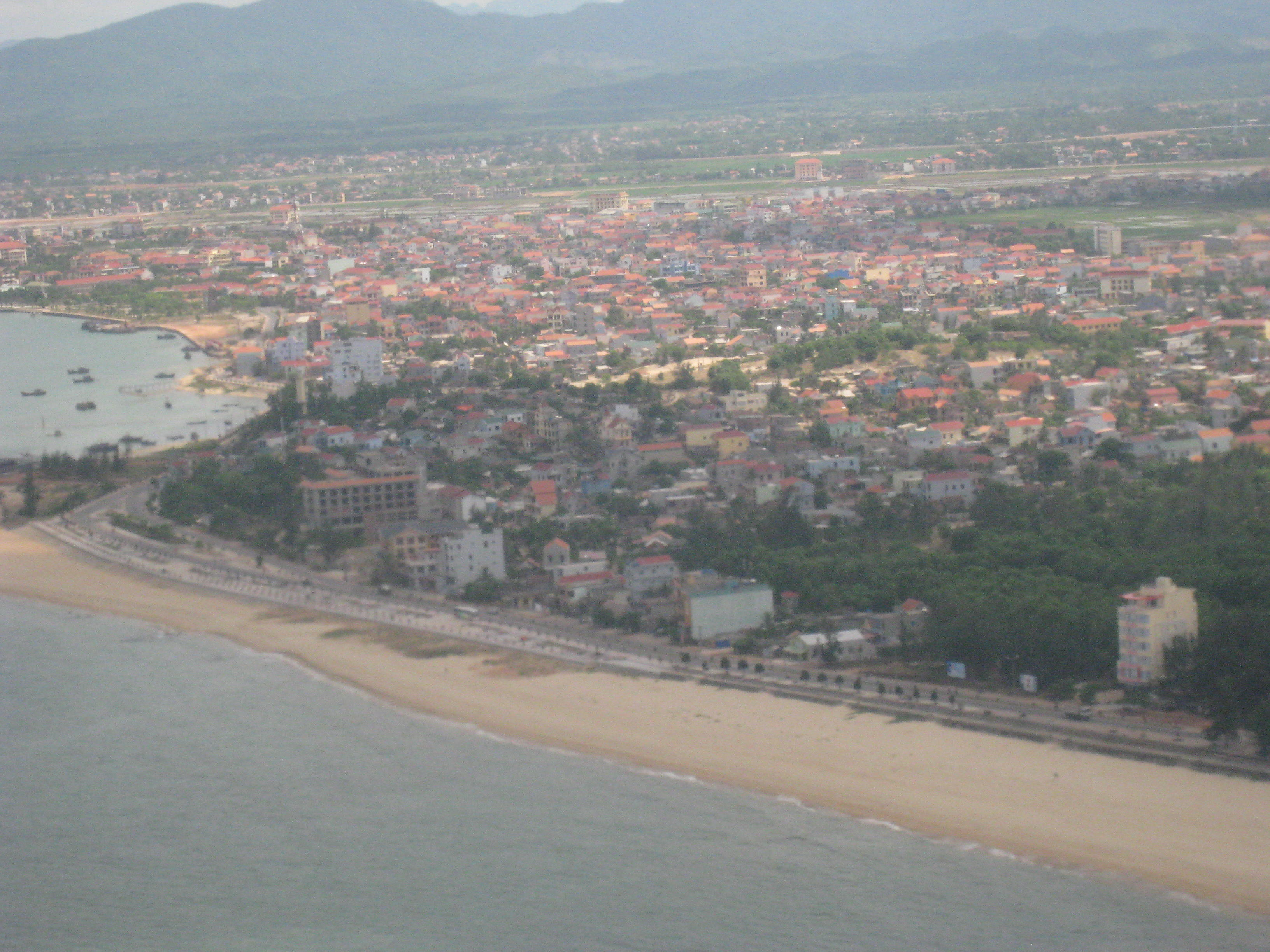
Đồng Hới

Đồng Hới wymowaⓘ – miasto w środkowym Wietnamie, w prowincji Quảng Bình, nad Morzem Południowochińskim. W 2009 roku liczyło 76 058 mieszkańców.